# NGC 5808
NGC 5808 (NGC 5819) je prečkasta spiralna galaktika u zviježđu Malom medvjedu. Naknadno je utvrđeno da je NGC 5819 ista galaktika.

## Vanjske poveznice
- (engl.) SEDS: NGC 5808
- (engl.) Hartmut Frommert: Revidirani Novi opći katalog
- (engl.) Izvangalaktička baza podataka NASA-e i IPAC-a
- (engl.) Astronomska baza podataka SIMBAD
- (engl.) VizieR
- DSS-ova slika NGC 5808  Arhivirana inačica izvorne stranice od 27. ožujka 2016. (Wayback Machine)
- (engl.) Auke Slotegraaf: NGC 5808 Deep Sky Observer's Companion
- (engl.) Courtney Seligman: Objekti Novog općeg kataloga: NGC 5800 - 5849